# Strofisk form
En strofisk form er en kompositionsform hvor en enkelt blok (verset) gentages med få eller slet ingen variationer. Det kan noteres som AAA... eller AA'A"....
Strofisk form bruges ofte i viser og musik der har rødder i blues eller folkemusik. 
| Musik | Spire Denne musikartikel er en spire som bør udbygges. Du er velkommen til at hjælpe Wikipedia ved at udvide den. |